# 정열 없는 살인
"정열 없는 살인"은 1960년 공개된 대한민국의 영화이다.

## 배역
- 김진규
- 김지미
- 김승호
- 이수련
- 최지희
- 최남현

## 수상
- 제7회 아시아영화제
  - 남우주연상 - 김승호